# Inga Cadranel
Inga Cadranel (Toronto, 30 april 1978) is een Canadese actrice.
Cadranel is getrouwd met acteur Gabriel Hogan met wie zij een zoon heeft.

## Carrière
Cadranel begon in 2000 met acteren in de televisieserie Relic Hunter, waarna zij nog meerdere rollen speelde in televisieseries en films. Zij is onder andere bekend van Jeff Ltd. (2005-2007), Rent-a-Goalie (2006-2008), Orphan Black (2013-2014) en The Strain (2014). Voor haar rol in de televisieserie Rent-a-Goalie werd zij in 2007, 2008 en 2009 samen met de cast genomineerd voor een Gemini Award in de categorie Beste Optreden door een Cast in een Televisieserie.

## Filmografie

### Films
Uitgezonderd korte films.
- 2019 The Rest of Us - als Jane
- 2019 Polar - als Regina
- 2018 The Queen of Sin - als Stella
- 2014 Only Human - als Miriam
- 2013 Fir Crazy - als Nanci
- 2012 The Riverbank - als Angie Turner
- 2011 Silent Witness - als Vanessa Ramos
- 2008 Killshot - als Linda
- 2008 The One That Got Away - als Laura Lawton
- 2007 Matters of Life & Dating - als ??
- 2003 The Visual Bible: The Gospel of John - als echtbreuk plegende vrouw
- 2001 The Art of Woo - als Veronica
- 2000 Sex & Mrs. X - als mrs. Geddes

### Televisieseries
Uitgezonderd eenmalige gastoptredens.
- 2019-2023 General Hospital - als Harmony / Lorraine Miller - 92 afl.
- 2023 Dave - als Ava - 4 afl.
- 2021-2022 Workin' Moms - als Tome - 7 afl.
- 2021 In the Dark - als Chris - 2 afl.
- 2016 Dark Matter - als Alicia Reynaud - 4 afl.
- 2013-2016 Orphan Black - als rechercheur Angela DeAngelis - 15 afl.
- 2013-2015 Lost Girl - als Aife - 5 afl.
- 2015 Backstrom - als chief Anna Cervantes - 3 afl.
- 2014 The Strain - als Diane - 4 afl.
- 2012 Copper - als Contessa Popadou - 2 afl.
- 2010 Lost Girl - als Saskia - 3 afl.
- 2010 The Bridge - als Jill - 11 afl.
- 2006-2008 Rent-a-Goalie - als Francesca - 26 afl.
- 2008 M.V.P. - als Zita - 3 afl.
- 2005-2007 Jeff Ltd. - als Liz Santerra - 26 afl.
- 2002-2005 The Eleventh Hour - als Brooke Fairburn - 10 afl.
- 2004-2005 ReGenesis - als Luisa Raposa - 2 afl.
- 2004 Degrassi: The Next Generation - als Rachel Rhodes - 2 afl.
- 2001 Leap Years - als Frannie Batista - 8 afl.

- Library of Congress Control Number: no2015122895
- Virtual International Authority File: 63144648421311770272
- WorldCat: E39PBJm4W9R6FP6qHYJKFqr8YP